# Mario Pérez Rodríguez
Mario Pérez Rodríguez (Heredia; 11 de abril de 1936) es un exfutbolista costarricense que jugaba de portero.

## Trayectoria
Era apodado "el flaco" y en 1952 perteneció al equipo A del Saprissa de San José y fue un año después que debutó en Primera División. Con Saprissa, obtuvo seis títulos de Primera División y tres del Torneo de Copa.
También estuvo con Cartaginés, Uruguay de Coronado y Alajuelense, pero no tuvo éxitos a diferencia con su primer club y se retira en 1971.

## Selección nacional
Estuvo con la selección de Costa Rica en 29 partidos internacionales, el primero torneo al que asistió fue el Campeonato Centroamericano y del Caribe de Honduras 1955, donde salió campeón.
Volvió a disputar varios campeonatos, siendo los más destacados el Campeonato Centroamericano de 1961 y el Campeonatos de Naciones de la Concacaf de 1963 y 1969, ya que logró el título.

## Clubes
| Club                         | País       | Año       |
| ---------------------------- | ---------- | --------- |
| Saprissa                     | Costa Rica | 1952-1967 |
| Uruguay de Coronado (cesión) | Costa Rica | 1963-1964 |
| Cartaginés                   | Costa Rica | 1967-1970 |
| Alajuelense                  | Costa Rica | 1970-1971 |

## Palmarés

### Títulos nacionales
| Título           | Equipo   | País       | Año  |
| ---------------- | -------- | ---------- | ---- |
| Primera División | Saprissa | Costa Rica | 1953 |
| Torneo de Copa   | Saprissa | Costa Rica | 1956 |
| Primera División | Saprissa | Costa Rica | 1957 |
| Torneo de Copa   | Saprissa | Costa Rica | 1960 |
| Primera División | Saprissa | Costa Rica | 1962 |
| Torneo de Copa   | Saprissa | Costa Rica | 1963 |
| Primera División | Saprissa | Costa Rica | 1964 |
| Primera División | Saprissa | Costa Rica | 1965 |
| Primera División | Saprissa | Costa Rica | 1967 |

### Títulos internacionales
| Título                                  | Equipo     | Sede        | Año  |
| --------------------------------------- | ---------- | ----------- | ---- |
| Campeonato Centroamericano y del Caribe | Costa Rica | Honduras    | 1955 |
| Campeonato Centroamericano y del Caribe | Costa Rica | Costa Rica  | 1961 |
| Campeonato de Naciones de la Concacaf   | Costa Rica | El Salvador | 1963 |
| Campeonato de Naciones de la Concacaf   | Costa Rica | Costa Rica  | 1969 |